# 下伯尔德
下伯尔德（德語：Niedere Börde，發音：[ˈniːdəʁə ˈbœʁdə]）是德国萨克森-安哈尔特州伯尔德县的市镇，面积77.88平方千米，2023年12月31日人口为6,864人。该市镇于2004年1月1日由同名管理共同体（其得名于伯尔德地区）的成员市镇达伦瓦尔斯莱本、大阿门斯莱本、古滕斯韦根、耶尔斯莱本、小阿门斯莱本、梅瑟贝格、萨姆斯韦根和瓦尔多夫合并而成。